# Robert Lafont
Robert Lafont (* 16. März 1923 in Nîmes; † 24. Juni 2009 in Florenz) war ein französischer Autor und Hochschullehrer.

## Leben
Lafont lehrte als Professor für Sprachwissenschaften an der Université Montpellier III.
Er war Mitgründer und zeitweise Vorsitzender des Instituts für Okzitanische Studien (Toulouse).
Neben literarischen Werken in Okzitanisch verfasste er zahlreiche französischsprachige Bücher, in denen er sich gegen den politischen und kulturellen Zentralismus Frankreichs wandte und regionalistische Positionen vertrat. Im Gegensatz zu Jean-François Gravier, der aus wirtschaftlichen Überlegungen heraus eine Dezentralisierung forderte, vertrat Lafont einen ethnischen Regionalismus. 1974 kündigte er an, als „Kandidat der Minderheiten“ für das Amt des französischen Präsidenten zu kandidieren, konnte dieses Vorhaben aber nicht in die Tat umsetzen. 1976 wurde ihm der Ossian-Preis der Stiftung F.V.S. verliehen.

## Werke
- Sur la France, 1968
- (mit Christian Anatole): Nouvelle histoire de la littérature occitane (Neue Geschichte der okzitanischen Literatur), 2 Bände 1970–1971
- Décoloniser en France. Les régions face à l’Europe, 1971
- La révolution régionaliste (Die regionalistische Revolution), 1973
- La revendication occitane (Die okzitanische Forderung), 1974 (ISBN 2-08-210801-5)
- Autonomie : de la région à l’autogestion, 1976
- L’Occitanie (Okzitanien), 1977, 3. Aufl. 1987 (ISBN 2-232-11190-3)
- Le travail et la langue, 1978 (ISBN 2-08-211114-8); deutsche Übersetzung: Sprache als Arbeit, 1992 (ISBN 3-7003-0966-X)
- Anthropologie de l’écriture (Anthropologie der Schrift), 1984
- Le dénouement français (Die französische Lösung), 1985 (ISBN 2-86940-005-5)
- La nation, l’état, les régions (Die Nation, der Staat, die Regionen), 1993 (ISBN 2-900269-81-4)
- (mit Françoise Gardès-Madray): Introduction à l’analyse textuelle (Einführung in die Textanalyse), 1996 (ISBN 2-84269-004-4)
- Histoire et anthologie de la littérature occitane, Band 1 L’âge classique (1000–1520) (Geschichte und Anthologie der occitanischen Literatur – das klassische Zeitalter 1000–1520), 1997 (ISBN 2-85998-168-3)
- L’État et la langue (Der Staat und die Sprache), 2008 (ISBN 978-2-35122-047-4)